# Stitch and Glue

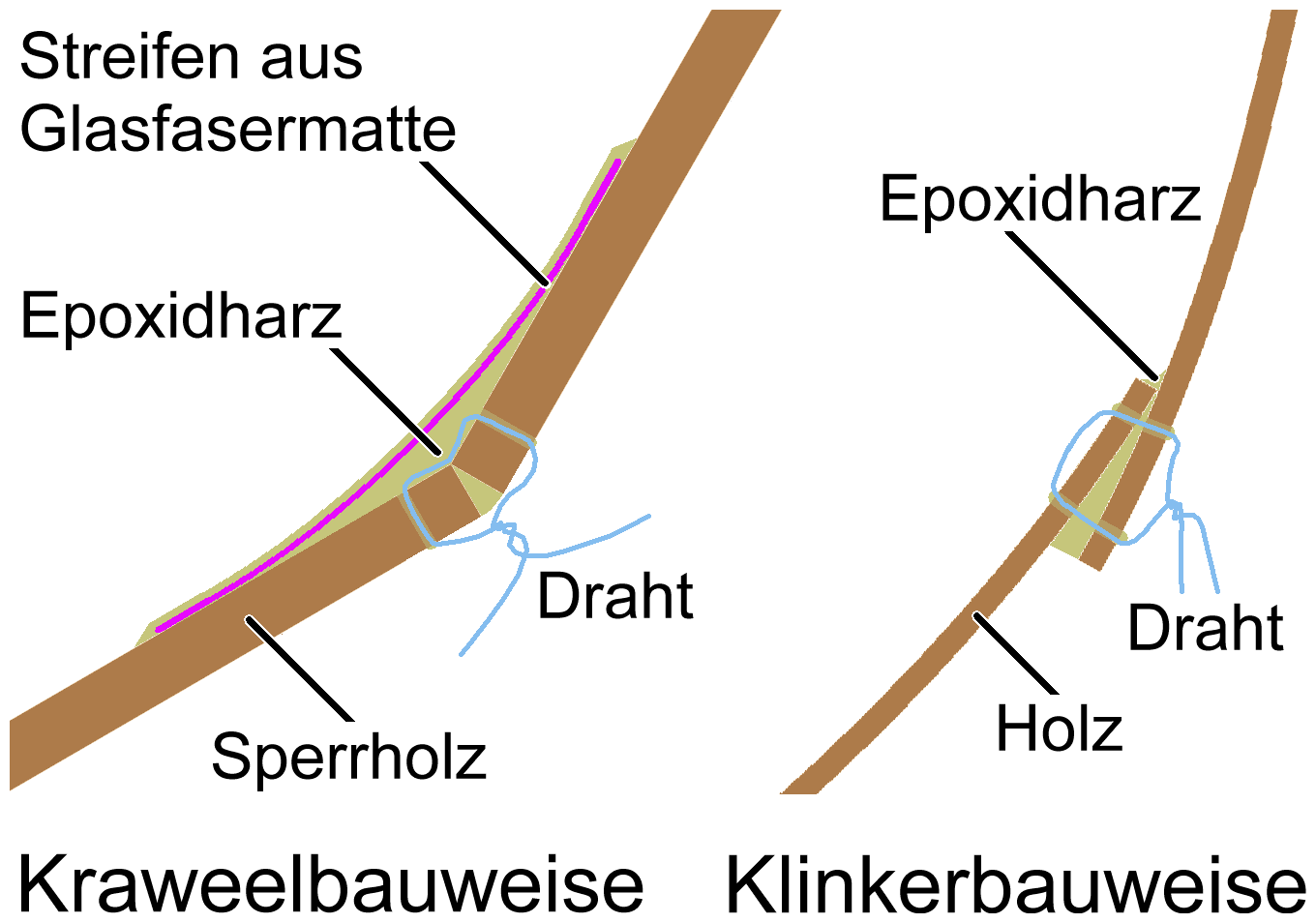
Schematische Darstellung zweier verschiedener Stitch-and-Glue-Nähte im Querschnitt

Stitch and Glue (deutsch: genäht und geklebt) ist eine moderne Methode zur Holzverbindung im Bootsbau, um leichte, stabile und zugleich langlebige Holzrümpfe herzustellen. Ursprünglich für den Kanubau entwickelt, wurde die Methode später weiterentwickelt und auch auf größere Bootsrümpfe angewandt. Stitch and Glue gilt als simple und für Laien geeignete Methode des Bootsbaus, weil formgebende Rahmen oder Spezialwerkzeuge unnötig sind.

## Technik

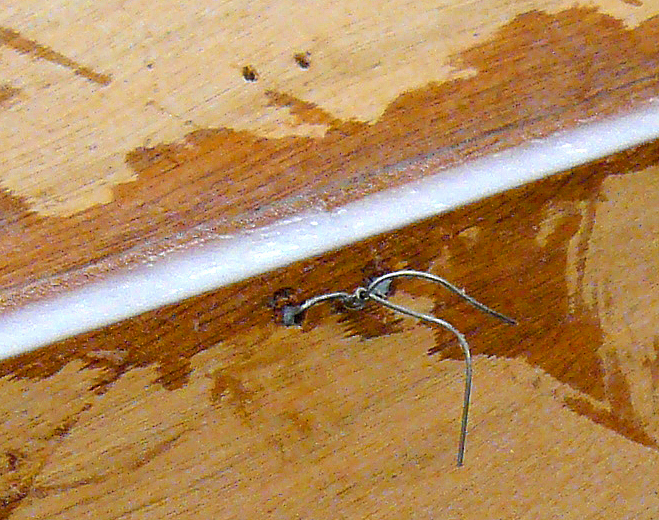
Zwei durch verdrillten Draht fixierte Holzteile wurden durch Epoxidharz verklebt

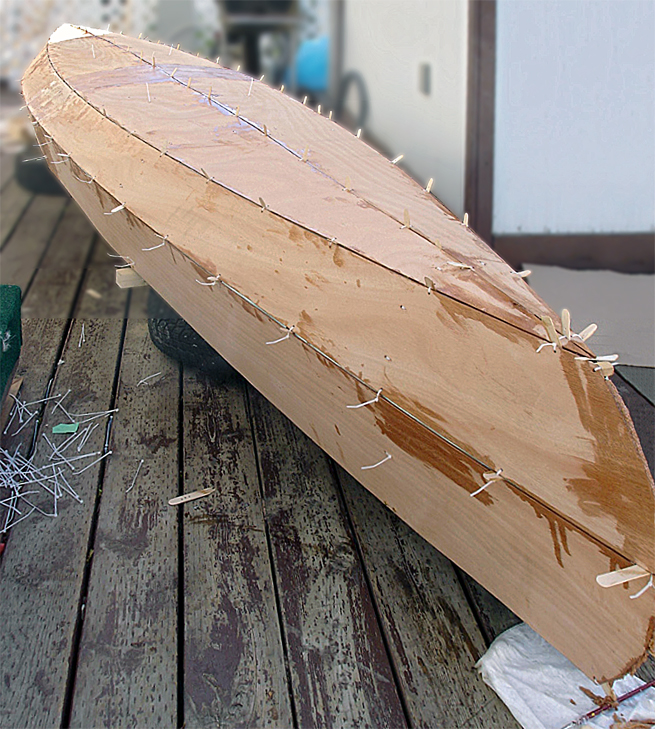
Kanurumpf, die Nähte sind durch Kabelbinder fixiert

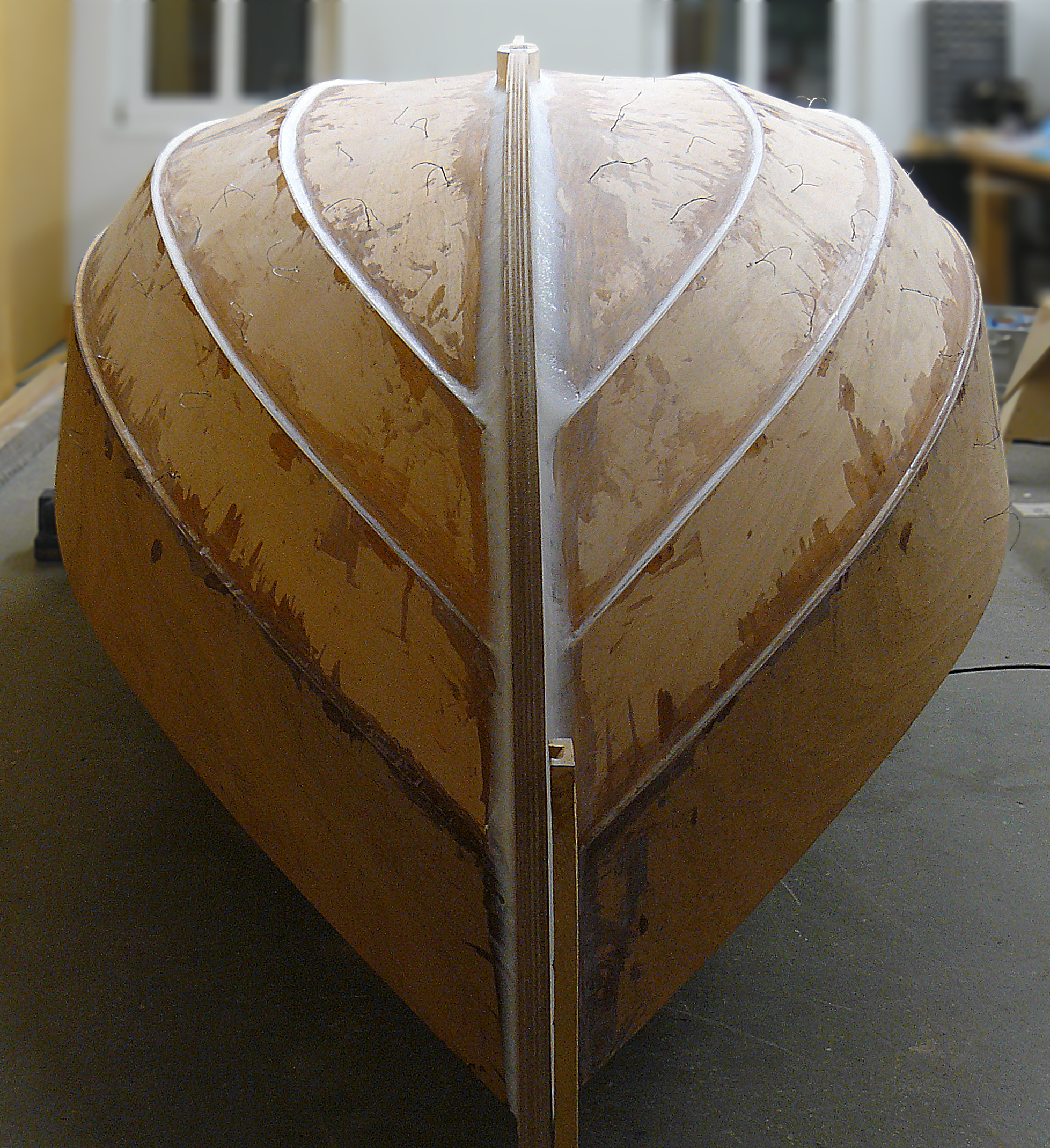
Ausgehärtete Rumpfschale eines Lobster 12.5, die Drähte fixieren eine Klinkerbeplankung

Zunächst werden die Holzkomponenten zugeschnitten und an den Nahtstellen mit zahlreichen kleinen Lochpaaren für die Verbindungsdrähte versehen. Die Bauteile werden mit Hilfe von verdrillten Drahtstücken an Ort und Stelle fixiert (stitch), so dass der Rumpf sich selbst trägt. Anschließend werden alle Nähte mit Epoxidharz gefüllt (glue). Wenn das Epoxidharz nach einigen Tagen ausgehärtet ist, besitzt es eine höhere Klebe- und Bruchfestigkeit als gewachsenes Holz. Die Nahtstellen wandeln sich dadurch von den schwächsten zu den stärksten Stellen des Rumpfes, sie bilden im statischen Sinne das Rückgrat.
Der Draht ist nach dem Aushärten des Epoxidharzes entbehrlich und wird – so weit es geht – entfernt, wobei in der Regel unlösbar verklebte Reste in der Harzmasse verbleiben. Ausgehärtetes Epoxidharz ist schleif- und hobelbar, so dass sich Überstände und Klebereste anschließend glätten lassen.
Durch die formschlüssige Kantenverbindung der Holzpaneele ist der entstandene Holz-Harzkörper wasserdicht und formstabil. Häufig wird der Rumpf mit einer Wandstärke von nur 6 mm ausgeführt, um vor dem Verkleben eine optimale Biegsamkeit des Holzes zu gewährleisten und zudem einen leichten Rumpf zu erhalten. Besonders gut geeignet ist dafür feinlagiges Furniersperrholz aus offenporigen und weichen Holzsorten wie Okoumé, die anschließend mit Epoxidharzlack getränkt und dadurch gehärtet und gegen Quellung geschützt werden. 
Im Bereich des Unterwasserschiffs wird der fertige Holz-Harzkörper in der Regel von außen durch eine in Epoxidharz gebettete Glasfasermatte verstärkt, um Beschädigungen der dünnen Rumpfschale bei Kontakt mit scharfkantigen Gegenständen vorzubeugen.
Nachteilig ist der hohe Preis des Expoxidharzes, von dem pro Meter Bootsrumpf mehrere Kilogramm benötigt werden. Zudem ist es aufwändig zu verarbeiten, denn es handelt sich um einen Zweikomponentenkleber, der – wie alle Polyadditionsklebstoffe – in exakten Mengenverhältnissen angemischt und innerhalb der Topfzeit von 15 bis 60 Minuten verarbeitet werden muss. Beide Komponenten sind bis zum Aushärten des Harzes als Gefahrstoffe mit hohem allergieauslösenden Potential anzusehen. Bei der Verarbeitung sind daher Schutzhandschuhe und Schutzbrille zu verwenden und eine gute Durchlüftung sicherzustellen. Ausgehärtetes Epoxidharz ist ein hochwertiger Kunststoff, der physiologisch unbedenklich und dauerhaft wasserundurchlässig ist.
Epoxidharz wird durch die Ultraviolettstrahlung der Sonne angegriffen, weshalb zur Verlängerung der Lebensdauer der Rumpf abschließend mit einem UV-Schutzlack auf Polyurethanbasis überzogen werden sollte.